# Taphrophila hebridensis
Taphrophila hebridensis är en svampart som först beskrevs av Dennis, och fick sitt nu gällande namn av Réblová & M.E. Barr 1998. Taphrophila hebridensis ingår i släktet Taphrophila och familjen Tubeufiaceae.   Inga underarter finns listade i Catalogue of Life.